# Юго-Западная территория США
Юго-Западная территория известные также как Территории к югу от реки Огайо   — исторический регион США, организованная инкорпорированная территория, существовавшая с 26 мая 1790 года по 1 июня 1796 года, когда она была принята в состав США как штат Теннесси. Территория была создана в соответствии с «Юго-Западным ордонансом», принятым Конгрессом в 1790 году. В её состав входили земли к югу от границы Кентукки, который, хотя также находится южнее реки Огайо, в то время ещё входил в штат Виргиния. В 1796 году Территория приняла конституцию, воздала правительство и была принята в Союз как штат Теннесси.
Юго-Западные территории 1790—1796 гг. не следует путать с современным Юго-Западом США.

## История
В колониальный период Юго-Западная территория формально считались частью Северной Каролины, отделенной от неё географически горами Аппалачи. Торговцы и поселенцы проникали сюда преимущественно через Виргинию и Южную Каролину. В 1775 году судья из Северной Каролины Ричард Хендерсон купил у вождей племени чероки 80,000 km² земли между реками Кентукки и Камберленд. Чтобы собрать вождей, Хендерсон нанял известного охотника Даниеля Буна, который обошел индейские городки, оповещая их о предстоящих переговорах, и проложил Дорогу в Дикий край. Эта дорога вела через Камберлендское ущелье в центральную часть Кентукки, где охотник заложил город Бунсборо (близ современного Лексингтона (Кентукки).
Во время войны за независимость США местные поселенцы стали мишенью для рейдов индейцев и британских войск. В сентябре 1780 г. в форте Ватагуа был назначен сборный пункт для «мужчин из-за гор», которые отправились в бой с британскими войсками в Южной Каролине. Позже отсюда отправлялось ополчение для участия в боевых действиях в Северной Каролине.
В 1789 году законодательное собрание Северной Каролины уступило права на земли за горами Конгрессу, который организовал здесь «Территории к югу от реки Огайо». Губернатором территории был назначен Уильям Блаунт, который определил своей столицей город Ноксвилл. Согласно Юго-Западному ордонансу Конгресса на территории действовали все законы, оговоренные ранее Северо-Западным ордонансом, за исключением запрещения рабства.

### Статьи
- Walter T. Durham. The Southwest and Northwest Territories, a Comparison, 1787-1796 (англ.) // Tennessee Historical Quarterly. — Tennessee Historical Society, 1990. — Vol. 49, iss. 3. — P. 188-196.